# Felipe IV con jubón amarillo
El Retrato de Felipe IV (Felipe IV con jubón amarillo) del Museo Ringling se atribuye a Velázquez quien lo habría pintado entre 1627 y 1628, concluyéndolo tras su encuentro con Rubens y antes de partir hacia Italia. Se conserva en el Museo Ringling (John and Mable Museum of Art) de Sarasota (Estados Unidos) desde 1936. En 1833 se encontraba en Bruselas, en la colección del príncipe de Orange, no contándose con noticias de la obra anteriores a esa fecha.

## Descripción del cuadro
El cuadro es para muchos autores una adaptación del retrato conservado en el Museo del Prado que el propio Velázquez habría pintado hacia 1628, recordando también las facciones del Felipe IV en armadura, pero modificando sustancialmente los ropajes y el entorno y dotándole de un color ambarino y una luminosidad, que llevaron a Carl Justi a considerarlo como uno de los mejores cuadros velazqueños del periodo, destacándose la influencia de Rubens. La radiografía muestra un retrato subyacente del propio rey con armadura. 
El rey posa de pie con un jubón amarillo del que asoman unas mangas de seda tornasolada y un amplio calzón. El pecho aparece cruzado por una gran banda carmesí que cae por la espalda donde se aprecian los ricos encajes de oro que la adornan. Las manos aparecen enguantadas con ricos guantes de gamuza de anchas manoplas, la diestra sostiene un bastón de mando mientras que la izquierda se apoya en el pomo de la espada.
Tras la figura del rey se distingue a la izquierda una pilastra mientras que la zona derecha está ocupada por una mesa cubierta por un tapete ricamente adornado sobre el que reposa un chambergo de fieltro de copa baja y alas anchas.

## Autoría
Admitida como obra segura de Velázquez por Justi, su autografía fue puesta en duda ya en 1925 por Juan Allende-Salazar, el primero en afirmar su dependencia del retrato de Felipe IV en pie del Museo del Prado, siendo seguido en su exclusión por la mayor parte de la crítica, que encontraba aquella luminosidad que lo acercaba a Rubens incompatible con la técnica del maestro. José López-Rey no lo incluyó en su catálogo de obras autógrafas y no aparece recogido tampoco en los repertorios de Jonathan Brown y Miguel Morán e Isabel Sánchez. Frente a este posicionamiento desfavorable de buena parte de la crítica, Matías Díaz Padrón defendió su autografía y el cuadro se mostró en la exposición antológica celebrada en 1990 en el Museo del Prado, donde Julián Gállego sostuvo la autoría velazqueña, admitida también por Fernando Marías.